# Tyspanodes gracilis
Tyspanodes gracilis là một loài bướm đêm trong họ Crambidae.